# 加州大學爾灣分校
加州大學爾灣分校（英語：University of California, Irvine；縮寫：或)，是一所位於美國加利福尼亞州爾灣的公立研究型大学，美國公立常春藤名校，是美國大學協會成員，曾培养出7位諾貝爾獎得主、7位普利策獎得主。
1960年代，加州大學系統爲了滿足逐漸增長的學生入學需求，新建立了三所加州大學分校，加州大學爾灣分校便是其中之一。校址于1959年被選定，隨後一年爾灣公司以一美元的價格出售1000畝土地予加州大學爾灣分校。當時的總統林登·约翰逊于1964年出席了學校的奠基典禮。
目前，加州大學爾灣分校是加州大学系统中第五大的大学，施行学季（Quarter）制学期，有約32,443名學生和5,251名教職人員(2017)。2017年学期，加州学生每年学费为15516美元，外州学生每年学费为43530美元。加州大學爾灣分校亦管理加州大學爾灣分校醫學中心（一個大型教學醫院），加州大學爾灣分校健康科學系統（位于奥兰治县），加州大學爾灣分校植物園和部分加州大學自然保護區。

## 歷史

### 早年

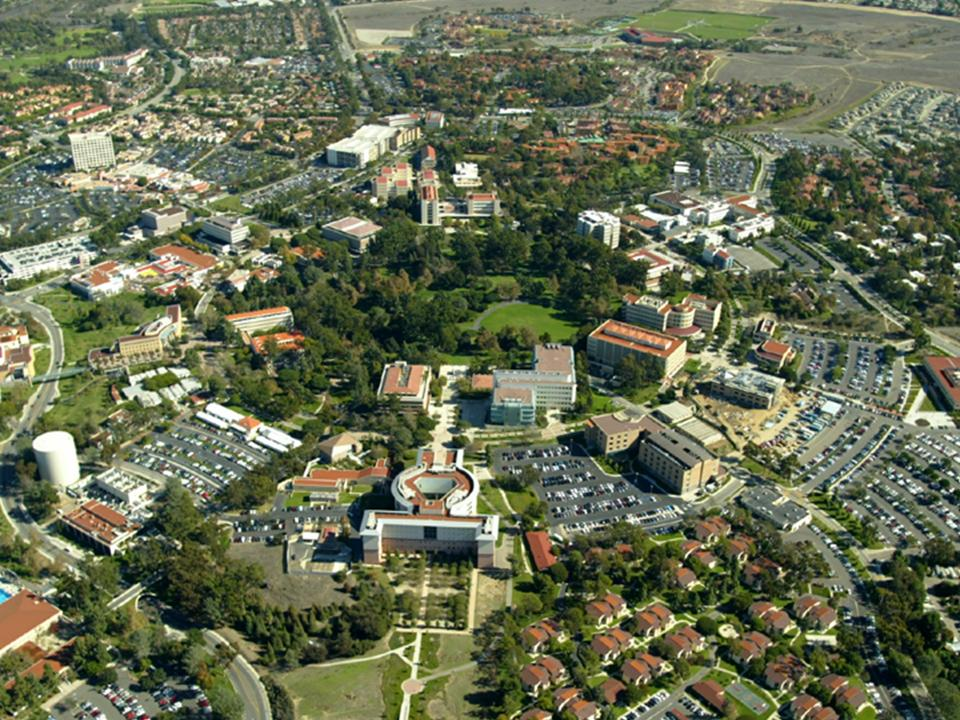
加州大學爾灣分校的主校區及周邊地區

加州大學爾灣分校是1960年代依照加利福尼亞高等教育主計劃新建的三所加州大學之一，另兩所是加州大学圣迭戈分校和加州大学圣克鲁斯分校。在1950年代，一方面非常多的二戰老兵需要回到校園接受教育（大部分是因為G. I. Bill），另一方面預期戰後嬰兒潮會引起入學人數增長，加州大學看到了對新校區的需求。一個新校區被選在大洛杉磯區域。
與大部分其他加州大學校區不同，加州大學爾灣分校不是根據她所在的城市來命名的。在大學初建之時（1965），現在的爾灣市（1975年建市）還不存在。爾灣這個名字指的是詹姆斯·欧文（James Irvine）。他是一位管理着面積為94000英畝的爾灣農場的地主。在1960年，欧文公司（The Irvine Company）以一美元的價格向加州大學爾灣分校出售了1000英畝土地，因爲一項公司政策禁止向公共實體捐贈資產。在1964年，加州大學爾灣分校又購買了510英畝土地以用於住宿和商業發展。在此期間，加州大學爾灣分校亦雇傭了威廉·佩雷拉（William Pereira）作爲這一片爾灣農場區域的主設計師。
加州大學爾灣分校的第一位校長是丹尼尔·G·奥尔德里奇，他為大學制訂了以文理學院、管理學研究生院、工程學院為中心的學術計劃。文理學院由二十個專業構成，分成了五個區塊：生物科學、美術、人文、物理科學、社會科學（今天這些區塊已經成為了獨立的學院）。
作为橙县最大的雇主，以2008年为例，加州大學爾灣分校当年对经济的贡献为42亿美元，其中包括有近1.9亿美元的经营预算。此预算含价值3.28亿美元校外科研经费。加州大学欧文分校医学中心在许多领域提供了不计其数的教育和培训机会，包括从医生的实习项目到社区证书课程及其他扩展课程。
在2011-2012学年，加州大学欧文分校总共颁发了8443个学位：6766个学士，1105个硕士，413个博士，102个医学博士，以及57个法学博士。

## 校園
加州大學爾灣分校離南加州的海灘、山脈及其他吸引人的地方都很近。儘管加州大學爾灣分校座落于欧文市，實際上它非常靠近纽波特比奇。事實上，校園邊沿許多地方毗鄰纽波特比奇和纽波特海岸。
校园中心的布局大致类似于一个圆圈，其中央是奥尔德里奇公园（最初称为中央公园），周围是排布在环形道路上的建筑物。学术单位相对而言位于中心地段，其中本科教学楼比研究生院更靠近中心。

## 公共交通
奥兰治县交通局經營爾灣地區的公共巴士，其中79、167、178路服務加州大學爾灣分校校園，單程票為二美元，公共巴士站在West Peltason Dr和Campus Dr兩條路上。詳細路線及班次查詢，請參訪OCTA官方網站 （页面存档备份，存于）或透過OC Bus App查詢。

## 歷任校長
- 1962 丹尼尔·G·奥尔德里奇（英语：Daniel G. Aldrich）
- 1984 杰克·W·佩尔特森（英语：Jack W. Peltason）
- 1993 劳雷尔·L·维尔克宁（英语：Laurel L. Wilkening）
- 1998 拉夫·J·希瑟龙
- 2005 迈克尔·文森特·德雷克

## 學術單位
加州大学欧文分校的学术单位被称为学院。截至2021-2022学年，共有十四个学院，一个公共卫生项目以及各种跨学科项目。健康科学学院成立于2004年，但不再作为独立的学术单位存在。2006年11月16日加州大学董事会批准成立法学院。教育学院于2012年由加州大学董事会设立。2016年，该大学宣布收到了来自比尔·格罗斯慈善基金的4000万美元捐赠，用于将其护理科学项目转变为苏和比尔·格罗斯护理学院。加州大学董事会于2017年1月正式批准了该学院的成立。2020年7月，加州大学董事会批准设立药学与制药科学学院。补充教育项目提供夏季学期和加州大学欧文分校的扩展课程，以提供加速或社区教育。
- Claire Trevor（艺术学院）（英语：Claire Trevor School of the Arts）
- School of Biological Sciences（生物科学学院（英语：University of California, Irvine School of Biological Sciences））
- Henry Samueli（工程学院）（英语：Henry Samueli School of Engineering）
- College of Health Sciences（健康科学学院）
- School of Nursing（护理学院）
- School of Humanities（人文学院）
- Donald Bren （信息与计算机学院）（英语：Donald Bren School of Information and Computer Sciences）
- School of Physical Sciences（物理科学学院（英语：University of California, Irvine School of Physical Sciences））
- School of Social Ecology（社会生态学院（英语：University of California, Irvine School of Social Ecology））
- School of Social Sciences（社会科学学院（英语：University of California, Irvine School of Social Sciences））
- School of Law（法学院）
- School of Medicine（医学院（英语：University of California, Irvine School of Medicine））
- Paul Merage（商学院）（英语：Paul Merage School of Business）
- School of Education（教育学院）
- Interdisciplinary Studies（跨学科研究）
- Summer Session（夏季课程）
- UC Irvine Extension（扩展课程）

UCI医学院是卫生科学的专业学院。加州大学欧文医学中心连续12年被《美国新闻与世界报道》评为全国前50名医院之一。该学院设有19个临床和6个基础科学部门，拥有560名全职和1300名志愿教职成员，参与教学、患者护理以及医学和基础科学研究。

## 录取
加州大学欧文分校被《美国新闻与世界报道》归类为美国大学招生“最具选择性”。根据录取学生与申请者的比例，它是2019年秋季入学新生班的第三大加州大学校园，仅次于加州大学伯克利分校和加州大学洛杉矶分校。2022年秋季新生入学方面，欧文分校收到了119,210份申请，其中25,213名学生被录取，使得欧文分校2022年秋季新生录取率为21%。2022年秋季新生的第一年平均加权GPA为4.22。2018年新生主要来自洛杉矶县，其次是奥兰治县 (加利福尼亚州)、湾区诸县、圣贝纳迪诺县、里弗赛德县和圣迭戈县。
新生中最受欢迎的专业是生物科学学院的专业（占比22%），其次是未定/未宣布专业（20.6%）、社会科学（17.4%）、工程（11.7%）、人文学科（8.8%）、物理科学（6.1%）、艺术（5%）、社会生态学（5%）、信息与计算科学（3%）以及健康科学（0.2%）。新生的平均高中GPA为3.95，平均SAT分数为602（批判性思维）、640（数学）、612（写作），ACT综合分数为26。SAT语文部分的中间50%分数范围为550到660，而SAT数学部分的分数范围为580到700。
录取的选择基于加州大学的综合审查计划，除了传统的高中学习成绩、个人陈述和入学考试成绩外，该计划还考虑候选人的个人情况、社区参与、课外活动和学术潜力。虽然居住不是录取的一个因素，但它是学费的一个因素，州外居民的费用远高于加州居民。自1996年11月批准209号提案以来，加利福尼亚州法律禁止所有公立大学（包括加州大学欧文分校）在招生过程中实施優惠性差別待遇。

## 排名与荣誉
2024美國新聞與世界報導全美第33名，公立大學第10名，世界大學學術排名全球第65名，泰晤士高等教育世界大學排名位居全球第92名。《普林斯頓評論》（The Princeton Review）2024年美國大學排行榜中, UCI被評選為全美最佳價值公立大學第5名。
《美国新闻与世界报道》2024年度全美各領域最佳研究生專業排名中，UCI 研究生项目在各項專業中名列前茅：犯罪学（2）、稅法（8）、教育（17）、英语（20）、社会（20）、化学（24）、資訊科学（27）、地球科学（27）、統計（27）、心理（30）、历史（30）、工程（31）、生物科学（32）、数学（34）、物理（35）、经济（38）、政治（41）、護理（41）、法学（42）、商學 （44）、醫學（44）、公共衛生（46）。
《金融時報》（Financial Times）2024年度全球百大商學院前100名中, UCI Paul Merage School of Business 位居全球最佳商學院第51名，全美最佳商學院第27名。

## 體育
加州大學爾灣分校運動隊綽號食蟻獸，屬於大西部同盟和山脈太平洋運動聯盟，它參與18個全美大學體育協會（第一級）的男女運動項目。自1969年開始，已經在9個不同的項目贏得了27個團體冠軍和63個個人冠軍。

## 著名校友
- 加州大學爾灣分校校友列表（英语：List of University of California, Irvine people）

截至目前为止，加州大學爾灣分校有超过240,000位校友。

### 學者圈
- 弗蘭克·舍伍德·羅蘭，加州大學爾灣分校教授，1995年得到了诺贝尔化學獎
- 弗雷德里克·萊因斯，加州大學爾灣分校教授，1995年得到了诺贝尔物理學獎
- 歐文·羅斯，加州大學爾灣分校教授，2004年得到了诺贝尔化學獎
- 沈伯洋 (法律與社會學程) : 台灣刑事法、女性主義犯罪學者
- 許鉅秉 (供應鏈管理) : 管理、交通運輸學者
- 衛萬明 (都市環境設計) : 都市設計、交通規劃學者
- 許裴舫 (服務科學) : 服務資訊管理、綠色供應鏈學者
- 蔡玫亭 (企業管理) : 物流管理、決策科學學者
- 林金錫 (中國文學) : 中文、線上學習學者
- Anthony Chen (HK PolyU) : 運輸網路、運輸系統學者
- Soh Gim Song (工業產品發展) : 人機介面學者
- Joseph Y. J. Chow (土木與環境) : 運輸系統、智慧城市學者

### 體育圈
- 史蒂夫·斯科特（英语：Steve Scott (runner)），运动员。
- 斯科特·布魯克斯，籃球運動員。
- 格雷格·洛加尼斯，运动员。

### 演藝圈
- 巴布·岡頓（英语：Bob Gunton），演员
- 乔恩·拉威茨，喜劇演員
- 布萊恩·湯普森，演员
- 林熙蕾 (經濟系,比較文學系) : 台灣女演員
- 李玟  : 美籍香港女歌手

### 技術圈
- 罗伊·菲尔丁（英语：Roy Fielding）：美国计算机科学家  Apache服务器项目的创始人之一
- 保罗·莫卡派乔斯
- 帕特里克·J·汉拉蒂（英语：Patrick J. Hanratty）

### 政治圈
- 李彥秀（經濟系）：中華民國立法委員

### 醫學圈
- 李照琳(生理及生物物理博士) : 國立陽明大學附設醫院神經內科主治醫師。
- 林智文(醫學博士): 南加州 Congress Orthopaedic Associates, Inc. 骨科專科醫師
- 李孝貞(醫學博士): 高雄醫學大學附設醫院整形外科主治醫師。

## 資料來源
1. ↑  . Shanghai Ranking Consultancy. 2020  [2020-12-09].
2. ↑  . Times Higher Education. 2021  [2020-12-09].
3. ↑  . US. News and World Report. 2021  [2020-12-09].
4. ↑  . US. News and World Report. 2020  [2020-12-09].